# Digimon Frontier
Digimon Frontier (デジモンフロンティア Dejimon Furontia?)

(conocido también como Digimon 4 en Hispanoamérica y Digimon season 4 en Estados Unidos)
es una serie de anime producida por Toei Animation. Es la cuarta serie de la franquicia Digimon.

Esta narra unos acontecimientos completamente independientes de lo ocurrido en las anteriores temporadas de "Digimon", sustituyendo a "Digimon Tamers". La temporada sucesora es "Digimon Data Squad".

## Argumento
La historia de esta entrega animada comienza cuando, un día del año 2002,  muchos niños de Tokio y alrededores reciben un mensaje en sus móviles que les cita a las 6 p. m. en el intercambiador de Shibuya. Entre ellos se encuentra Takuya Kanbara, que recibe el mensaje y decide por impulso acudir a la llamada. Durante el viaje en tren se topa con Koji Minamoto y cuando llegan al punto de encuentro se montan en un ascensor que les transporta a una estación inexistente en el subsuelo de Shibuya. Allí suben a unos extraños trenes (para más tarde descubrir que se trata de Trailmons, unos trenes especiales que circulan por todo el Digimundo) y en uno de ellos Takuya conoce a JP, Zoe y Tommy (este último estaba en el tren en contra de su voluntad), con los que forma un primer grupo. Al llegar al Digimundo llegan a la Estación de la Llama, en la Aldea del Fuego y se encuentran con un par de Digimons llamados Bokomon y Neemon, quienes los guiarán por el Digimundo para derrotar al malvado Kerpymon y sus secuaces. Recibirán la ayuda de los Guerreros Legendarios, quienes intentan salvar el Digimundo. Al llegar, sus móviles se transforman en Digivices (D-Tectors) que tienen la cualidad de albergar los Espíritus Digitales, capaces de transformar a los niños en Digimons. Esos espíritus digitales otorgan al usuario la capacidad de transformarse en uno de los Diez Guerreros Legendarios, que antaño salvaron al Digimundo de una gran catástrofe provocada por Lucemon, un ángel que terminó con la guerra entre Digimons pero fue corrompido por el poder y cayó en la maldad; vencido por los Diez Guerreros; y encerrado en lo más profundo del Digimundo (el Área Oscura).

### Espíritus Digitales o Digispirits
En esta serie los niños son "poseídos" por los Espíritus Digitales/Digispirts con lo que los mismos Niños Elegidos pueden digievolucionar en los Guerreros Legendarios (Digimons). Los espíritus digitales fueron creados por los 10 Antiguos guerreros y están escondidos por todo el digimundo. Se diferencian dos tipos, los Espíritus digitales Humanos y los Espíritus digitales Animales/Bestia; los de tipo Humano permiten una Digievolución a un Digimon de forma humanoide, mientras que los de tipo Animal/Bestia permiten digievolucionar a una forma en la que se aprecian las partes de diferentes animales, por ejemplo: Burningreymon tiene patas de ave, garras de dinosaurio, alas de ave, torso de humano, etc.
Después se conocen los llamados Espíritus digitales dobles e Hiperespíritus; los Espíritus digitales dobles permiten la combinación de un Espíritu digital Humano con un Espíritu digital Animal. Los Hiperespíritus permiten la combinación de 5 Espíritus tanto Humanos como Animal de diferentes elementos.
La capacidad para utilizar los Espíritus digitales dobles fue otorgada a los Niños Elegidos por el poder de Seraphimon, mientras que la capacidad para usar los Hiperespíritus digitales fue otorgada más tarde por el poder de Ophanimon. Al final de la serie se muestra el "Antiguo espíritu digital", que es la unión de los Espíritus digitales de los 10 Guerreros Legendarios, tanto Humanos como Animales, creando al último Guerrero Legendario: Susanoomon.

## Personajes

### Principales
- Takuya Kanbara (神原拓也 Kanbara Takuya?) (Seiyu: Junko Takeuchi)[4]

Es el típico líder de Digimon. Es un chico extrovertido, terco, optimista, valiente y gracioso. Llegó al Digimundo después de recibir un mensaje de Ophanimon cuando era el cumpleaños de su hermano menor. A menudo peleaba con Koji, pero después se vuelven amigos. Su elemento es el Fuego y utiliza el Espíritu Humano para digievolucionar en Agunimon (Agnimon) y el Espíritu Animal/Bestia para digievolucionar en Burningreymon (Vritramon). Más tarde en Aldamon (Ardhamon), la combinación de sus dos Digispirits. Luego en Kaisergreymon que es la combinación de sus espíritus, los de Zoe y Tommy, y los de los guerreros de la Tierra y el Árbol. Si combina esos Digispirits con los de Koji pueden evolucionar en Susanoomon.
Al volver al mundo humano celebra con mucha alegría el cumpleaños de su hermano.
Actrices de Doblaje: Carmen Podio (Esp.), Daniela Benítez =  (Mex.).
TEMA: "Salamander"
- Zoe Ayamoto (織本泉 Ayamoto Izumi?) (Seiyu: Sawa Ishige)[7]

Zoe es una chica rubia de ojos verdes. Tiene un fuerte carácter y no duda en decir siempre lo que piensa. J.P. está totalmente loco por ella, pero a ella parece no importarle al principio de la serie, aunque con el tiempo comenzará a respetar y querer más a JP. Se mudó con su familia a Italia cuando era pequeña y regresó a Japón hace poco, por lo que tiene problemas para hacer amigos. Sus espíritus son los del Viento, y Digievoluciona en Kazemon "Fairymon" (Humano) y Zephyrmon "Shutumon", (Animal/Bestia, aunque esta última es considerada la más bella de todos los Guerreros Legendarios). Zoe en gran parte de la serie era la más fuerte Digimon ya que ella era la única que podía controlar su espíritu Animal/Bestia. Irónicamente solo pudo ganar una batalla por sí misma en toda la serie. Aunque ella se muestra como una chica alegre y con sentimientos en realidad ha tenido un oscuro pasado ya que era alguien muy solitaria que apenas al llegar al Digimundo se dio cuenta de lo que es la amistad. De haber podido fusionar sus Digispirits se hubiera convertido en JetSylphimon. Al volver al Mundo Humano aprendió a hacer más amigos.Al igual que Takuya parece que siente algo por él, esto se nota en el capítulo 46.
Actrices de doblaje: Marta Sáinz (Esp.), Mireya Mendoza =  (Méx.).
TEMA: "Kaze no Shizuku" (A Drop of Wind).
- J.P. Shibayama (柴山純平 Shibayama Junpei?) (Seiyu: Masato Amada)[10]

Es el mayor del grupo. Tiene un carácter tranquilo y rehúye los conflictos. Se ve que está totalmente loco por Zoe, aunque ésta no le tome importancia, y se nota los celos por Takuya y Koji. J.P. siempre fue un chico muy solitario puesto que siempre quería hacer amigos comprando su amistad con cromos o chocolatinas. Siente atracción por Zoe y aunque al principio ésta no lo tomaba en serio y lo consideraba un inútil, más tarde se gana su respeto y cariño. Tiene una gran habilidad para los trucos de magia. Sus espíritus son los del Trueno, aunque les tenga miedo a los truenos y relámpagos. Digievoluciona en Beetlemon "Blitzmon" (Humano) y Metalkabuterimon "Bolgmon" (Animal/Bestia). De haber podido fusionar sus Digispirits hubiera evolucionado en RhinoKabuterimon. Al volver al Mundo Humano aprendió a no comprar la amistad con chocolates y magia. Con el tiempo se da cuenta de que no será correspondido aunque no pierde la esperanza para no perder el amor de Zoe.
Actores de doblaje: José Carabias (Esp.),Mauricio Valverde =  (Méx.).
TEMA: "Spark!"
- Tommy Himi (氷見友樹 Himi Tomoki?) (Seiyu: Kumiko Watanabe)[13]

Es el más pequeño del grupo y llegó al Digimundo porque unos niños le obligaron a subirse al tren. Sin embargo, después decide quedarse en él. Al principio es muy dependiente y miedoso, pero después empieza a creer en sí mismo y a ser más valiente. Él ve a Takuya como un hermano mayor, ya que este siempre lo está protegiendo y alentando. Sus espíritus son los del Hielo, y Digievoluciona en Kumamon "Chakmon" (Humano) y Korikakumon "Blizzarmon" (Animal/Bestia). Podría haber evolucionado a Daipenmon de haber podido fusionar sus Digispirits.
Actrices de doblaje: Pilar Puebla (Esp.), Azucena Martínez =  (Méx.).
TEMA: "Say Yes!"
- Koji Minamoto (源輝二 Minamoto Kōji?) (Seiyu: Hiroshi Kamiya)[16]

Llegó al Digimundo en un Trailmon distinto al de los otros chicos. Es solitario, misterioso y en un principio viajaba solo, pero a pesar de eso si un amigo está en problemas no duda en ayudarlo. Aunque al principio era indiferente y antipático con los demás, con el tiempo su actitud cambia tornándose más amigable y suave con sus amigos. Al llegar al Digimundo, tras muchas batallas, descubrió que tiene un hermano gemelo, "Koichi Kimura". Después de la separación de sus padres, Kouji se quedó con su padre que se volvió a casar, a pesar de lo violento de su reencuentro al final ambos crean un lazo de amistad y fraternidad muy fuerte. El día del aniversario de sus padres Kouji recibió el mensaje de Ophanimon y se fue al Digimundo. Usa el espíritu de la Luz y puede Digievolucionar en Lobomon "Wolfmon" (Humano) y en Kendogarurumon "Garmmon" (Animal/Bestia) y después evoluciona en Beowolfmon, combinación de sus dos Digispirits. Luego se transforma en Magnagarurumon que es la combinación de sus espíritus, los de su hermano Koichi y J.P., y los de los guerreros del Metal y el Agua. Si combina esos Digispirits con los de Takuya pueden evolucionar en Susanoomon. Al final cuando vuelve al Mundo Humano le da un ramo de flores a su madrastra y le dice por primera vez Madre. Y se reúne continuamente con su hermano y con su madre biológica quien se alegra infinitamente al verle. Es menor que Koichi por unos minutos.
Actores de doblaje: Inés Blázquez (Esp.), Jesús Barrero (Méx.).
TEMA: "In the Blue"
- Koichi Kimura (木村輝一 Kimura Kōichi/Kouichi?) (Seiyu: Kenichi Suzumura)[19]

Es el hermano gemelo de Kouji. Después de la separación de sus padres, él se quedó con su madre y su abuela. Su abuela le confesó que tenía un hermano mientras estaba en el hospital. Persiguiendo a Koji, el cual iba en el ascensor, Koichi decide corre por las escaleras para alcanzarlo, pero desafortunadamente este se tropieza en un escalón y se cae contra el suelo, ocasionando su aparente muerte con la caída en el mundo humano. El modo de comportarse de Koichi es muy similar al de Koji, en su naturaleza solitaria y reservada. Él no suele hablar demasiado y rara vez habla más de lo necesario aunque hay excepciones donde en mayoría de los casos solo se dirige a Kouji, aun así es un chico amable que está dispuesto a ayudar en lo que sea. Koichi es la clase de persona que está dispuesto a sufrir en silencio con tal de no preocupar a los demás. El alma de Koichi es encontrada por Kerpymon, quien utiliza la envidia que siente por su hermano para darle el Digispirit Humano (Corrupto) de la Oscuridad, perdiendo así parte de sus memorias y convirtiéndose en un siervo del mal. Va al Digimundo como Duskmon sin saber que Kōji era su hermano. Posteriormente, tras enfrentarse a Beowolfmon, recibe el Digispirit Animal/Bestia (Corrupto) de la Oscuridad. Después de que fuera derrotado, queda libre y obtiene un Digivice y los auténticos Digispirits de la Oscuridad. Con ellos renace como Lowemon (Humano) y Kaiserleomon (Animal/Bestia). De haber podido fusionar sus espíritus digitales, habría salido "Reichmon". Finalmente en la batalla contra Lucemon Modo Caído, este termina por sacrificar su vida, dándole sus espíritus a Kōji para que él y Takuya se convirtieran en Susanoomon, revelando que en realidad solo su alma estaba en el Digimundo; ya que está se había separado de su cuerpo humano cuando se cayo por las escaleras de la estación de Shibuya, confirmando de esta forma su muerte en aquel accidente, aunque en principio Koichi no era consiente de ello, ya que en varias ocasiones cuando Zoe, J.P. y Tommy salen malheridos en medio de los combates a estos les aparecen sus respectivos digicodes alrededor de sus cuerpos, mientras que a Koichi por alguna extraña razón no le aparecía y no es hasta que el propio Lordknightmon se lo llega a sugerir indirectamente, pero este no lo comprendió en ese momento. Al final, Takuya, Kōji y los demás llegan al hospital donde lo habían llevado y aparece el cuerpo de Koichi sin vida, pero los Digivices sacrifican su energía sagrada y logran revivirlo y vuelven a ser simples teléfonos móviles/celulares. Él le pide a Kouji que visite la casa de su madre, por lo que al volver al Mundo Humano se encuentran con mucha alegría. Es mayor que Kouji por unos minutos.
Actores de doblaje: Inmaculada Gallego (Esp.), Arturo Sian Vidal =  (Méx.).
TEMA: "Oreta Tsubasa De"

### Aliados
- Bokomon y Neamon: Son dos Digimons que se dedican a seguir a los niños, aunque no sirven de mucha ayuda cuando hay peligro. Neamon no es muy espabilado y no suele enterarse de nada, lo cual provoca que Bokomon se enfade, le estire la goma del pantalón y la suelte de golpe, además de llamarle "Tontomon" o "Mentecatomon". Bokomon siempre lleva un libro lleno de información sobre el Digimundo, su historia y sus espíritus, además de ser el incubador del huevo de Seraphimon tras la muerte de este. A causa de esto cuando Patamon nace, le reconoce con el nombre de padre madre.

Bokomon fue interpretado por Kazuko Sugiyama.
- Ophanimon: Es otra de los Tres Grandes Ángeles Digimon que gobernaron el Digimundo/Mundo Digital. Vivía en un castillo en medio de una pradera de flores blancas, un castillo custodiado por Nefertimon (quien es la llave del Digi-Código del castillo). Después de que Kerpymon venciera y encerrara a Seraphimon, se rindió para evitar más daño a los Digimon y fue encerrada en una celda de rayos de energía en el castillo de Kerpymon. Envió una llamada colectiva a muchos niños de corazón puro del mundo humano para que vinieran al mundo digital a través de los Trailmon para que así algunos encontrasen los Digispirits y derroten a Kerpymon. Takuya y los demás logran liberarla, pero decide enfrentarse sola contra Kerpymon y este la vence (aunque kerpymon quedó muy herido) convirtiéndola en Digihuevo, aunque antes les dio su poder a Koji y Takuya para adaptar sus Digivices y poder evolucionar en Kaisergreymon y Magnagarurumon. Los niños encuentran su Digi-Huevo en la luna amarilla, y de él surge Salamon.
  - Salamon: Es la reencarnación de Ophanimon. Ophanimon murió brindándole sus últimas energías a los digivice de Koji y Takuya. Reencarnó al mismo tiempo que Lopmon.

- Seraphimon: Es uno de los Tres Grandes Ángeles Digimon que gobernaron el Digimundo/Mundo Digital tras la derrota y sellado de Lucemon. Vivía en un castillo de cristal en la Estación del Bosque, junto con su consejero Sorcerimon. Cuando Kerpymon se volvió malvado, le hirió gravemente con un ataque y luego le encerró en un cristal dentro del castillo, hasta que los niños le liberan usando sus Digivices. Pero a pesar de eso, cuando despierta de su sueño y se enfrenta a los Guerreros Malignos para defender a los niños (los Digimon que recibieron los espíritus Digitales de Kerpymon), Mercurimon le mata al devolverle su propio ataque con su técnica: ``Espejo Generoso´´. Así es como se convierte en el Digihuevo que Bokomon guarda en su corsé. Aún en forma de huevo, les cedió a Takuya y Koji su poder sagrado para que Digievolucinasen en BeoWolfmon y Aldamon; después de que Aldamon recuperara los datos de Seraphimon combinado con Mercurimon que formaron BlackSeraphimon, estos se metieron en el Digihuevo y de él salió Patamon.
  - Patamon: Es la reencarnación de Seraphimon. Al principio fue un digihuevo pero con el tiempo el digihuevo nació en un Patamon, al cual Bokomon trata como su propio hijo.

#### Armada de Kerpymon
En principio eran un grupo antagonista, corrompidos por la oscuridad, hasta que los protagonistas les liberaron de ella.
- Kerpymon: Era el último de los Tres Grandes Ángeles que gobernaron el Digimundo/Mundo Digital tras la caída de Lucemon, y el villano inicial de la historia. Antes de ser malvado era conocido como Cherubimon. Al ser entre los tres el único ángel Digimon de tipo Animal, pensaba erróneamente que Seraphimon y Ophanimon no entendían a los Digimon de tipo Bestia/Animal y solo redactaban leyes que beneficiasen a los Digimon de forma Humana, y Lucemon aprovechó esa discordia para corromper a Cherubimon y volverle malvado convirtiéndole en Kerpymon. Tras vencer y encerrar a los otros dos Ángeles, uso los Digispirits/Espíritus Digitales de la Tierra, el Agua, la Planta, el Metal y la Oscuridad que estaban en su poder para crear a los cinco Guerreros Malignos y luego les ordenó a ellos y a los Digimon bajo sus órdenes que robasen el Digi-Código del Digimundo para reunir poder (aunque en realidad era para liberar a Lucemon pero no lo sabía). Tras ser vencido por EmperorGreymon y MagnaGarurumon y sus datos purificados, se convirtió en un Digi-Huevo. Los niños encuentran el Digi-Huevo en la luna amarilla, y de él sale Lopmon.
  - Lopmon: Es la reencarnación de Kerpymon. Murió cuando Takuya y Koji lo vencieron. Reencarnó junto a Salamon.

- Grumblemon: Es uno de los Guerreros Malignos (el de la Tierra) y el primero en presentarse ante los Niños Elegidos, en su primer encuentro rebeló su espíritu de forma Animal/Bestia para derrotar fácilmente a Agunimon, Lobomon y Beetlemon. En su segundo encuentro, buscaba otro de los espíritus digitales animales, se topó con Kouji y lo derrotó pero cuando este se apoderó del espíritu digital Animal/Bestia de KendoGarurumon fue derrotado, aunque le dio tiempo a robar los espíritus digitales de Zoe y Tommy. Posteriormente volvería a toparse con ellos cuando buscaba el espíritu digital Animal/Bestia del Fuego. Pero Takuya se hizo con él y tras derrotarle le robó el espíritu de Gigasmon. Ya vulnerable, acudió junto a sus compañeros al castillo de Seraphimon para recuperar su espíritu, luchó contra los niños en una cueva subterránea pero fue definitivamente derrotado por Metalkabuterimon, la forma Animal/Bestia de JP. Su ataque se llama Ruptura de ojos de serpiente que consiste en golpear con dos mazas que posee.
  - Gigasmon: La forma Animal/Bestia de Grumblemon. Rebeló esta forma en su primer encuentro con los Niños Elegidos al verse contra las cuerdas. Derrotó fácilmente a Agunimon, Lobomon y Beetlemon. Posteriormente buscó el espíritu Animal/Bestia de la Luz, pero Kouji se haría con el y lo derrotaría aunque pudo absorber el espíritu digital de Zoe. En su tercer encuentro se lo arrebató a Tommy y en el cuarto lucharía contra el espíritu Animal/Bestia de Takuya, Burningreymon, pero sería derrotado y el espíritu de Gigasmon absorbido. Posee dos ataques, Bombardero Huracán, que gira sobre sí mismo a gran velocidad golpeando todo lo que haya enfrente y Terremoto, que causa un enorme temblor de tierra y devasta una gran cantidad de terreno a su alrededor.

- Arbormon: Es otro de los Guerreros Malignos. Es el guerrero de la Madera. Su forma Animal/Bestia es Petaldramon. Arbormon no es muy poderoso pero en su forma Petaldramon es capaz incluso de hacer frente a todos los Niños Elegidos con sus respectivos espíritus de forma Animal/Bestia. Su primera aparición fue cuando acompañó a Grumblemon en la búsqueda de los niños para recuperar el espíritu Animal/Bestia de este. Pero en plena lucha, unas rocas cayeron sobre Petaldramon quedando bloqueado. Posteriormente atacaría el mercado de Akiba y lucharía contra Tommy pero sería derrotado por Korikkakumon. En su último encuentro, lucharía contra los niños, a los que sería capaz de poner en serios apuros, pero le sería arrebatado su espíritu de Petaldramon; Duskmon acudió ante él y Arbormon pensaba que llegaba para ayudarle pero en vez de eso lo derrotó de un solo golpe y absorbió sus datos. Cabe destacar que es muy difícil comunicarse con Arbormon ya que es incapaz de llevar una conversación. Su único ataque consiste en estirar sus brazos y piernas de manera indefinida y golpear con ellos.

Es interpretado por Kenji Nomura.
- - Petaldramon: La forma Animal/Bestia de Arbormon; ésta, a diferencia de su forma Humana, es mucho más poderosa. Hizo su primera aparición en la lucha de Metalkabuterimon en una cueva subterránea aunque no pudo intervenir ya que le cayeron unas rocas encima. Luego atacaría a los niños en el mercado de Akiba (en la Región del Hielo), enfrentándose a Tommy, Korikkakumon le derrotaría y Petaldramon huiría. Más tarde apareció como un digimon gigantesco que vivía en un castillo en el bosque y amenazaba a los habitantes del pueblo de los Burgermon para que le dieran hamburguesas, ya que cuando se superponían las tres lunas le entraba mucha hambre, pero los niños consiguen vencerle después de calmar su hambre. En su cuarta y última aparición se enfrenta a todos los espíritus Animales/Bestia de los niños, poniéndoles contra las cuerdas, aunque finalmente es derrotado y su espíritu arrebatado por Lobomon. Sus ataques son el Ciclón de Hojas que despide por su nariz y el Gancho de Espinas, que inmoviliza completamente a sus oponentes.

- Ranamon: Es la única chica entre los Guerreros Malignos. Es la guerrera del Agua. Su forma Animal/Bestia es Calmaramon, la cual no puede controlar del todo en sus primeros enfrentamientos; esto se debe a que lo encuentra en plena aventura. Lanamon es enormemente egoísta y narcisista valorando su aspecto físico por encima de todo, es por esto que detesta que su espíritu digital Animal/Bestia tenga una apariencia tan horrorosa. Su primer encuentro con los Niños Elegidos fue en una playa, después de que unos Tocanmon robaran los Digi-Vice de los niños a excepción de Zoe, Lanamon se enfrentó a ella y cuando parecía que iba a ser derrotada halló su espíritu Animal/Bestia, Calmaramon, pero no podía controlar bien su transformación. Después Zoe hallaría también su espíritu Animal/Bestia de Zephyrmon, enfrentándose contra ella, pero Calmaramon salió despedida de nuevo al realizar uno de sus ataques. Más tarde apareció junto a Mercurymon cuando secuestró a tres de los niños en el Continente Oscuro, a los que torturó sin éxito, pero gracias al plan de Takuya vuelve a ser vencida. Finalmente se toparía con Zoe en el interior de la esfera del agua de Sephirotmon, donde trató de manipular su mente para que se convenciera a sí misma de que era débil y fea, pero ésta reaccionó y tras transformarse en Zephyrmon la derrotó definitivamente, purificando su espíritu.
  - Calmaramon: La forma Animal/Bestia de Lanamon. A diferencia de su forma Humana, esta es horriblemente fea y desagradable lo que hizo que no le gustara su nueva forma a Lanamon. En su nueva forma, Calmaramon se enfrentó a los Niños Elegidos pero no la controlaba bien y salió volando por los aires. Después apareció luchando contra los niños en el Continente Oscuro junto a Mercurymon, pero gracias al plan de Takuya todos unen sus fuerzas y vuelve a ser vencida. Finalmente se enfrentó a Zoe en el interior de Sephirotmon, pero fue derrotada y absorbida por Zephyrmon. Posee dos ataques, la Tinta Ácida, que como su nombre indica, despide una tinta muy ácida y pegajosa por su boca y la Carga Titanic que consiste en girar sobre sí misma como si fuera un taladro.

- Mercurymon: Uno de los Guerreros Malignos. Es el guerrero del Metal. Es el más astuto y tramposo de los cinco Guerreros Malignos. Deja caer a Seraphimon en una de sus trampas y se queda con sus datos. A diferencia de sus compañeros, Mercurymon no es tan leal a Kerpymon y su deseo es ser el Digimon más poderoso de todos. Cuando fue atacado por BurningGreymon, Mercurymon utilizó los datos de Seraphimon para convertirse en BlackSeraphimon con lo que derrotó a Takuya, pero cuando parecía que iba a rematarlo, gracias al poder del Seraphimon original, Takuya pudo combinar sus dos espíritus y transformarse en Aldamon con lo que derrotó a BlackSeraphimon y absorbió el espíritu Humano de Mercurymon.
  - Sephirotmon: Es la forma Animal/Bestia de Mercurymon y el más grande de los 10 Guerreros Legendarios. Tiene 10 esferas brillantes, cada una representando los diez elementos, dispuestas en forma del místico Sefirot. Antes de capturar a los niños, secuestró ya a varios Digimon, uno en cada esfera. Para poder salir, los Niños Elegidos tuvieron que ganar un combate en cada esfera; las esferas que abandonaban dejaban de brillar y en algunos casos dejaban la salida. Cuando esto pasó con todas las esferas, Sephirotmon reveló que había capturado a los niños para copiar sus técnicas de combate y poder usarlas contra ellos. Sus datos son purificados por Aldamon. Takuya los intercambia por los del Árbol para que Koji pueda evolucionar en Magnagarurumon. No se sabe si Mercurymon y Sephirotmon son la misma identidad, aunque existen varias posibilidades: que sean el subconsciente o simplemente un reflejo el uno del otro, ya que es el guerrero del Metal. Cuando Takuya le pregunta por ello este le contesta que: "Es una cosa muy complicada, tú no lo entenderías".

### Antagonistas
- Lucemon: Antiguo Ángel sagrado que bajó del cielo para detener la guerra entre Digimons Tipo Animal y los Digimons Tipo Humano. Se volvió malvado y se dejó llevar por sus ambiciones, pero fue derrotado por los 10 Guerreros Legendarios y encerrado en el Área Oscura. Al final de la serie es liberado por los Caballeros Reales, Dynasmon y Lordknightmon, gracias a la recolección de todo el Digi-Código del Mundo Digital. Evoluciona a Lucemon Modo Caído al absorber las energías de sus sirvientes y después a Lucemon Modo Satán cuando Susanoomon destruye sus datos sagrados y solo quedan los datos malignos y Lucemon Modo Larva que está en el oscuro Gehena de Lucemon Modo Satán. Es derrotado definitivamente por Susanoomon formado por todos los niños y los digimons purificados.

- Caballeros Reales: Kerpymon falló en la tarea de liberar a Lucemon, así que este les confió la tarea a Dynasmon y Lordknightmon, quienes comenzaron a destruir el Digimundo robando el Digi-Código y venciendo una vez tras otra a Kaisergreymon y a Magnagarurumon con el fin de que Lucemon les diera la llave para ir al Mundo Real. Al final terminan destruyendo el Digimundo, y liberando a Lucemon. Pero Lucemon, en vez de cumplir su parte del trato, les envió primero a matar a los Niños Elegidos. No obstante, como Kaisergreymon y Magnagarurumon se iban haciendo más poderosos con cada batalla, en aquella ocasión fueron derrotados y Lucemon los absorbió para evolucionar al Modo Caído.

- Duskmon: Es unos de los Guerreros Malignos controlados por Kerpymon. Es en realidad Koichi endemoniado por el Digispirit/Espíritu Digital Corrupto de la Oscuridad. No ataca hasta que los niños entran en el Continente Oscuro, donde mata a Arbormon. Kerpymon le otorga el Digispirit/Espíritu Digital Bestia/Animal Corrupto solo tras ser vencido por Beowolfmon, Velgemon. Es vencido por los esfuerzos de Aldamon y Beowolfmon y este último purifica sus datos. Los Digispirits/Espíritus Digitales de la Oscuridad se purifican y junto con un Digivice caen a manos de Koichi otra vez.

## Episodios
| Temporada | Temporada | Episodios | Emisión original   | Emisión original    | Emisión estadounidense  | Emisión estadounidense | Emisión hispanoamericana | Emisión hispanoamericana | Emisión española   | Emisión española    |
| Temporada | Temporada | Episodios | Inicio             | Final               | Inicio                  | Final                  | Inicio                   | Final                    | Inicio             | Final               |
| --------- | --------- | --------- | ------------------ | ------------------- | ----------------------- | ---------------------- | ------------------------ | ------------------------ | ------------------ | ------------------- |
|           | 1         | 50        | 7 de abril de 2002 | 30 de marzo de 2003 | 9 de septiembre de 2002 | 14 de julio de 2003    | 5 de abril de 2003       | 4 de junio de 2003       | 5 de abril de 2004 | 11 de junio de 2004 |

## Película
Digimon Frontier: Revival of the Ancient Digimon.
La historia comienza cuando los cinco muchachos, Bokomon y Neemon van en un Trailmon, cruzando el desierto. Takuya y Kouji empiezan a pelearse. Antes de que la pelea entre Takuya y Kouji pudiera ir a más, se levanta una tormenta de arena y comienzan a salir Digimons peleando entre ellos, rodeando al Trailmon. Una gran silueta se acerca a ellos, Y les hace caer en la Isla flotante o Isla Wandering. Kotemon despierta a Takuya, a Tommy y a JP; posteriormente los muchachos le preguntan a Kotemon sobre la estatua de la plaza, y él les cuenta que es Ornithmon, "El Dios protector" de la Isla, lo cual corroboran Bokomon y Neemon; estos mismos les explican que nadie puede volver al Digimundo una vez que se está en la Isla, pero entonces los Digimons de tipo animal atacan. D'arcmon aparece, intentando evitar que Dinohyumon los persiga y se vengue, pero no le hacen caso. En la otra mitad de la isla se encuentran Kouji y Zoe, ayudados por Bearmon. Observan cómo los digimons tipo humano llegan y comienzan a atacar el poblado, pero gracias a que usaron uno de los tanques, se vieron obligados a abandonar la lucha. Los cinco muchachos se reencuentran y comienzan a discutir (en especial Takuya y Kouji), cada uno defendiendo a un tipo de digimon (Takuya, Tommy y JP a los tipo humano y Kouji y Zoe a los tipo animal), y antes de que fuesen a más Kotemon y Bearmon comienzan a llorar suplicándoles que parasen de discutir. Kotemon y Bearmon los guían hasta unas antiguas ruinas en donde Bokomon traduce antiguos textos: "Digicódigos... despertarán al pájaro del Mar" (Ornithmon). Esa misma noche hay otra pelea, más grande, con tanques incluidos. Zoe, Tommy y JP ayudan a Kotemon y a Bearmon a reconstruir los textos de las ruinas, pero antes de que Bokomon pudiese traducirlos un movimiento hace caer los pedazos, alargando aún más el tiempo. Kouji y Takuya digievolucionan a Lobomon y a BurningGreymon, pero al contrario de como creían Grizzmon y Dinohyumon, los hacen para detener la pelea, en vez de involucrarse en ella. Bokomon, además de averiguar que Ornithmon no es el Dios protector de la isla, más bien lo contrario, traduce los textos como: "La red se liberará, el Digicódigo se combinará en las alas del gran ave marina... entonces resucitará". Zoe y JP van a avisar a Takuya y Kouji, y entonces observan cómo D'Arcmon se transforma en Hippogriffomon (líderes de los digimons tipo humano y animal, respectivamente). Lo rebelan ante todos y termina admtiéndolo, al igual que su plan: Recoger todos los datos posibles para hacer revivir a Ornithmon y regir el Digimundo a su antojo, todo por venganza. Recolecta los datos de los cientos de Digihuevos, levanta una barrares metálicas convirtiendo a la isla en una cárcel y despierta a Ornithmon, ordenándole bajo su verdadera identidad: Murmuxmon, un digimon cambiante exiliado. Lobomon, BurningGreymon, Kazemon, Kumamon y Beetlemon, con ayuda de todos los digimons, los atacan con todo lo que tienen, pero no consiguen nada. Entonces Kotemon se sacrificó para que no hiriesen los sellos de AncientGreymon y AncientGarurumon, y por la fuerza de la amistad de él para con el resto (y viceversa), ambos guerreros reviven. Repiten los ataques, esta vez causando mayores daños, y Agunimon finalmente destruye a Murmuxmon con un potente "Ruptura de Salamandra". Los Ancients terminan con Ornithmon, causando una gran explosión. Al final, Dinohyumon y Grizzmon prometen dejarse de peleas, y Bokomon y Neemon regresan del Digimundo: la Isla se ha anclado en la parte del desierto, volviendo a formar parte del Digimundo. Bearmon aparece observando una pintura de los cinco chicos junto con Dinohyumon, Grizzmon y muchos digimons bebés sosteniendo a los digihuevos (Bearmon el de Kotemon); poco después la cámara se vuelve, dejando ver a Kotemon vivo de nuevo. Bearmon corre a reencontrarse con su amigo, dejando como escena final una pintura de ambos sonrientes (Bearmon por lo menos).

## Diferencias con otras versiones

### Versión estadounidense
- En el original japonés Bokomon es femenino, mientras que en la inglesa es masculino.
- En el original japonés LordKnightmon es masculino (aunque tenga aspecto femenino), mientras que en la inglesa es femenino y es una mujer la actriz de doblaje.
- El tono de voz de muchos personajes ha sido cambiado: Grumblemon habla como un matón callejero en la versión estadounidense, mientras que en la japonés habla normal con acento antiguo japonés. Ranamon habla como mujer adulta en japonés, pero como una niña en la estadounidense. Mercurymon tiene un tono mucho más socarrón en el original.
- En el episodio 6 dos escenas son eliminadas: J.P. después de ser golpeado por Zoe y Koji aporreando a Takuya con un palo.
- La tendencia de Minomon de hablar diciendo mucho "mino" fue quitada.
- En el episodio 9 fue borrada la escena en la que Tommy intenta atacar a Zoe con un tizón.
- En el episodio 11, Gekomon predice el futuro emborrachándose y Sepikmon golpeando a la gente con el boomerang, todo fue censurado en la versión estadounidense.
- En el episodio 13, cuando Grumblemon estrangula a Deramon, el doblaje borró esa escena.
- En el episodio 15, cuando Zoe aparece quitándose la ropa para probarse bañadores, la secuencia en la que comienza a quitarse la camiseta y muestra la parte inferior de los pechos y sus calzones fue retirada. También se quitó la imagen en la que aparece Zoe con un bikini rojo ajustado.
- En el episodio 17, cuando Zoe habla a Gallantmon, tiene el doble voz de Takato Matsuki y Guilmon, e incluso se refiere a sí mismo en plural como si fuera dos seres.
- En el episodio 24, cuando todos buscan a J.P. y las manos los empiezan a atacar, cuando Zoe golpea a Takuya llega otra mano y la empieza a agarrar del trasero fue retirada.
- En los episodios de 48 en adelante, cuando los niños están dentro de Susanoomon y aparecen desnudos, algunas partes de su cuerpo han sido aerografiadas para evitar que se les vean. Especialmente cuando solo Takuya y Koji están dentro, como las partes de su cuerpo son totalmente visibles, tuvo que ser emborronado en la mayoría de las versiones. La transformación en Susanoomon de los dos también fue recortada omitiendo la parte en la que se desnudan, por ser demasiado visibles las partes.
- La música de toda la serie cambia.

### Versión italiana
- Zoe Orimoto nació en Japón, pero se muda a América cuando era pequeña.
- La música de fondo proviene de la versión japonesa, pero las canciones de entrada, de salida y de inserción fueron cambiadas por canciones cantadas por famosos cantantes italianos.

## Banda sonora
- Tema de Apertura: FIRE!!

Letras por: Horoshi Yamada
Composición/Adaptación por: Michihiko Ohta
Artista: Kōji Wada
- Tema de Cierre#1: Innocent~Mujaki na Mama de~ (Capítulos 1-26)

Letras por: Isao Chiwata
Composición por: MIchihiko Ohta
Adaptación por: Cher Watanabe
Artista: Kōji Wada
- Tema de Cierre#2: An Endless Tale (Capítulos 27-50)

Letras por: Hiroshi Yamada
Composición/Adaptación por: Michihiko Ohta
Artista: Kōji Wada & AiM

### Canciones ambientales
- Tema de Evolución#1: With The Will (Evolución Individual)

Letras por: Omori Shōko
Composición/Adaptación por: Cher Watanabe
Artista: Kōji Wada
- Tema de Evolución#2: The Last Element (Evolución Híper)

Letras por: Omori Shōko
Composición/Adaptación por: Cher Watanabe
Artista: Ayumi Miyazaki
- Salamander (Capítulo 18)

Letras por: Hiroshi Yamada
Composición/Adaptación por: Michihiko Ohta
Artista: Junko Takeuchi

### Álbumes de Banda sonora
- Best Hit Parade (2003)

1. FIRE!! - Kōji Wada
2. Salamander - Junko Takeuchi
3. Say, Yes! - Kumiko Watanabe
4. Oreta Tsubasa de~With Broken Wings- (折れた翼で-With Broken Wings-) - Kenichi Suzumura
5. In the Blue - Hiroshi Kamiya
6. With The Will - Kōji Wada
7. Spark!! - Mahito Amada
8. The Last Element - AYUMI
9. Innocent~Mujaki na Mama de~ (イノセント~無邪気なままで~) (Innocent (Remaining Innocent) - Kōji Wada
10. Kaze no Shizuku (風のしずく) (Drop of Wind) - Sawa Ishige
11. An Endless Tale (Ft. Kōji Wada) - AiM
12. Get The Biggest Fire!! - Junko Takeuchi & Hiroshi Kamiya

Disquera: BGM